# Розенфельд, Зиновий Моисеевич

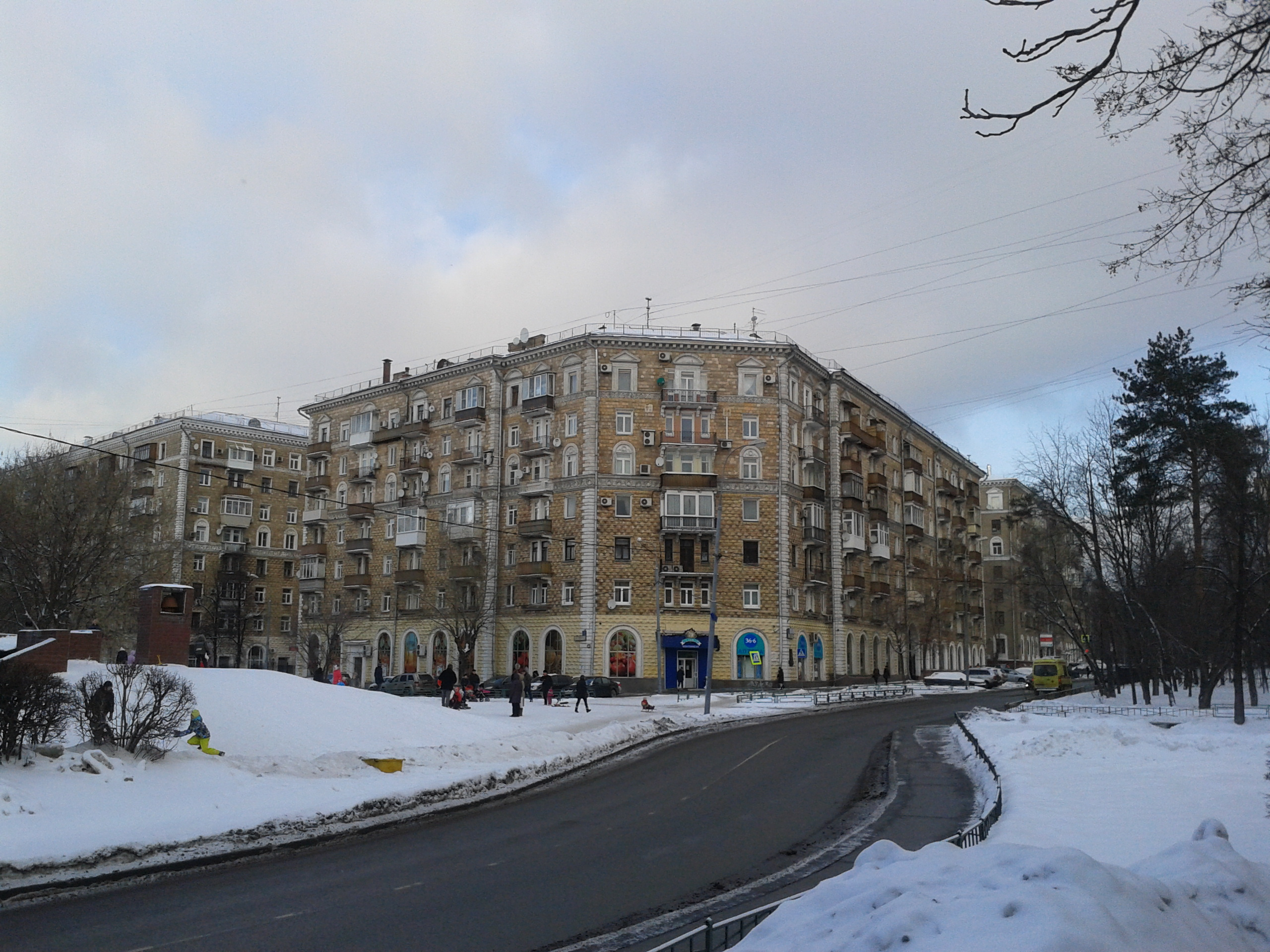
Район Песчаных улиц

Зино́вий Моисе́евич Розенфе́льд (11 [24] сентября 1904, Чашники, Витебская губерния — 17 февраля 1990, Москва) — советский архитектор и педагог. Заслуженный строитель РСФСР (1978). Лауреат двух Сталинских премий третьей степени (1950, 1951). Специалист в области жилищной архитектуры.

## Биография
Родился в небогатой еврейской семье. После окончания школы переехал в Москву, где в 1929 году окончил архитектурное отделение МВТУ. Среди его учителей были Илья Голосов, Григорий Бархин и Моисей Гинзбург.
Во время учёбы стал принимать участие в ряде архитектурных конкурсов. Среди его конкурсных работ планировка социалистического города Магнитогорска, Дом-коммуна, Дворец Советов, проект Дворца культуры железнодорожников и другие. Лауреат премий.
С начала 1930-х трудился в проектной организации Мосгоржилсоюза. Одной из его первых по-настоящему серьёзных работ в Москве стало проектирование и строительство жилого дома ударников-железнодорожников НКПС на Краснопрудной улице в 1933—1937 годах. Будучи на тот момент ещё довольно молодым архитектором, Розенфельд сумел создать во многом уникальный и аутентичный образ многоквартирного жилого дома для широкой столичной магистрали. После жилого дома ударников-железнодорожников НКПС по проектам Розенфельда в разных частях Москвы построено ещё несколько жилых домов — в Мееровском проезде (1934 год), на Кропоткинской (1936 год) и Новокузнецкой (1937 год) улицах, на Ленинградском проспекте (1937 и 1939 годы).
В 1937 году окончил Факультет архитектурного усовершенствования Академии архитектуры.
В предвоенные годы руководил архитектурной мастерской Управления жилищного строительства Моссовета. В 1938 году Розенфельду была поручена реализация крупной градостроительной задачи — реконструкция Можайского шоссе. Этому сложному и трудоёмкому делу Розенфельд посвятил почти 20 лет. В период с 1938 по 1956 год по его проектам на Можайском шоссе было возведено 10 жилых домов, в том числе здание 21 на Кутузовском проспекте, в котором расположен кинотеатр «Пионер».
В 1939 году занял пост руководителя архитектурной мастерской Архитектурно-планировочного управления Моссовета, в 1940 году за успешную деятельность по осуществлению Генерального плана реконструкции Москвы Розенфельд был награждён орденом Трудового Красного Знамени.
С 1948 года руководил застройкой района Песчаных улиц, которая велась поточно-скоростными методами. Для домов этого района он разработал типовые секции «Ф-I» и «6», получившие в этот период широкое распространение.
С 1950-х годов возглавлял мастерскую № 5 института «Моспроект». С 1960 по 1961 год занимал должность заместителя председателя Госстроя РСФСР. С 1961 по 1964 год — директор МНИИТЭПа. С 1964 года — руководитель мастерской № 6 управления «Моспроект-1», которая занималась застройкой Первомайского и Бауманского районов Москвы. Параллельно (с перерывами) преподавал в Московском архитектурном институте, имел звание доцента. Среди его учеников — архитекторы Д. Алексеев, К. Стериони, М. Мошинский, Е. Сорин, А. Яшкин и другие.
Член Союза архитекторов СССР с 1933 года. Член правления и член президиума Московского отделения Союза архитекторов. Член правления Союза архитекторов СССР. Неоднократно избирался депутатом Московского городского совета, Москворецкого и Первомайского районных советов.
Умер 17 февраля 1990 года. Похоронен на Миусском кладбище.

## Семья
Был женат на Эльфриде Моисеевне Абезгауз (1912—2006) — школьной учительнице математики. Дочь Ирина Зиновьевна Бабиевская (1932—2021) — учёный-химик, кандидат химических наук.

## Основные работы
в Москве:
- жилой дом для сотрудников милиции на Кропоткинской улице (1936),
- жилой дом № 22—24 работников НКПС («Дом ударника-железнодорожника») на Краснопрудной улице (1937),
- жилой дом на Ленинградском проспекте (1940),
- жилые дома № 21, 22, 24, 25, 29, 30—32 на Кутузовском проспекте (1938—1950-е годы),
- разработка жилой секции (1940),
- жилой дом на Новослободской улице (д. 57—65, 1948)
- жилой дом начальствующего состава Наркомата авиационной промышленности на улице Горького, 43 (ныне 1-я Тверская-Ямская улица, дом 13),
- жилой дом на Садовой-Триумфальной улице (1949, с А. Д. Сурисом),
- планировка и застройка района Песчаных улиц (1948—1955, совместно с Г. П. Павловым),
- памятник Горькому на площади Тверская застава (1951, архитектурная часть)[5],
- планировка и застройка района Старокаширского шоссе (в частности, жилой дом для сотрудников Генштаба Каширский проезд 1/1 и дом № 16 по Каширскому шоссе, в котором находится библиотека им. Л. Н. Толстого, 1954, коллектив авторов),
- планировка и застройка улицы Бакунина (1955—1960),
- планировка и застройка района «Волхонка-ЗИЛ» (1955—1960),
- 8-этажный «директорский» дом на Варшавском шоссе, ныне № 10 корп. 4 (1951),
- 8-этажный дом на ул. Острякова, 6 рядом со ст. м. «Аэропорт» (1953)

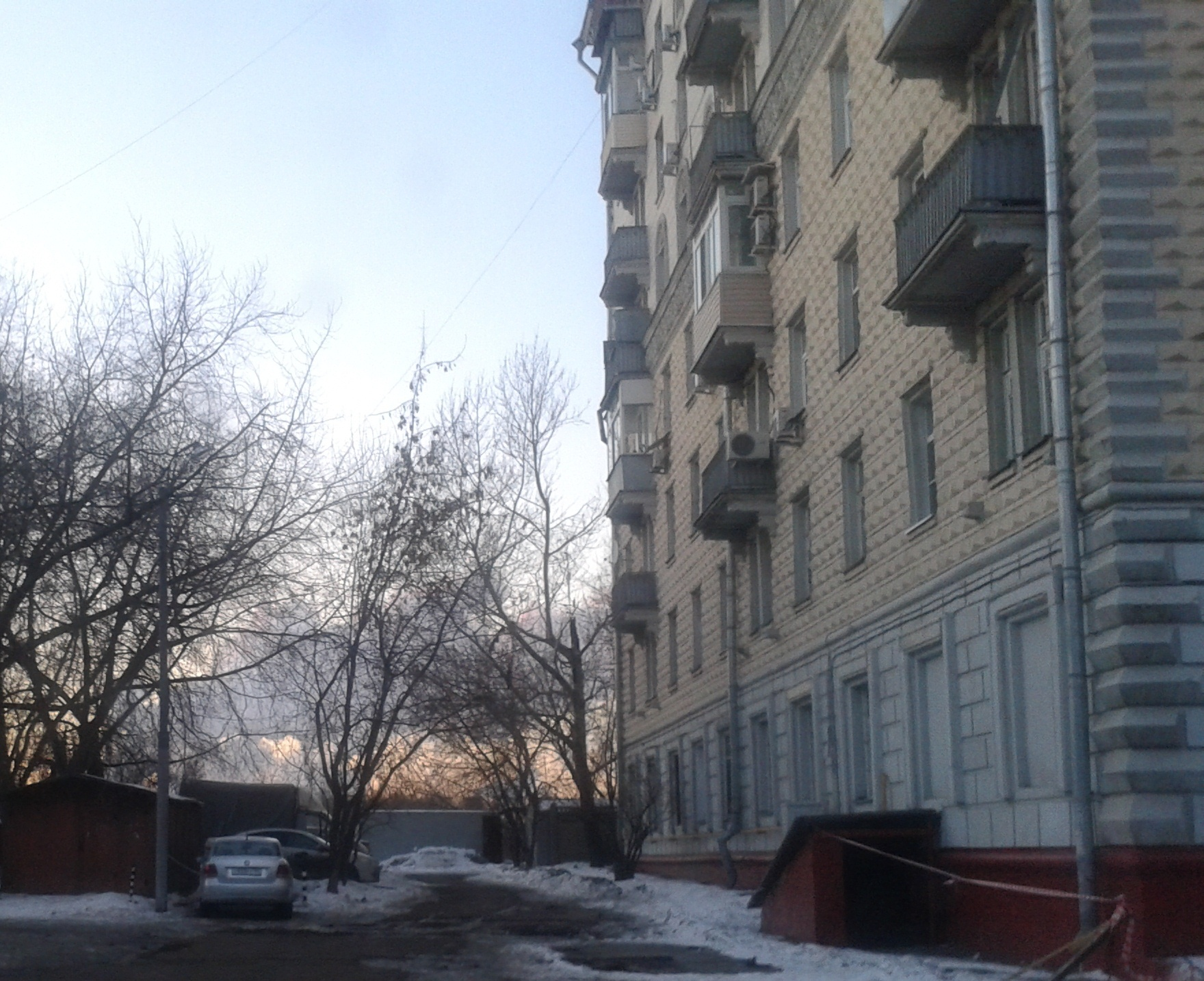
Дом на Варшавском шоссе, построенный по проекту Розенфельда

- 9-этажный крупнопанельный дом на проезде Ольминского[2] (1962),
- 12-этажный крупнопанельный дом на улице Чкалова[2] (1963),
- реконструкция санатория «Барвиха» (1967—1977),
- универмаг «Первомайский» в Измайлове (1970),
- жилой дом на 1-й Тверской-Ямской улице (1977),
- двухзальный киноконцертный зал «София» в Измайлове (1977),
- гостиница ЦК КПСС (ныне «Арбат») в Плотниковом переулке (1980, с А. Б. Бергельсоном, К. П. Алексеевой),
- жилой дом на Тверском бульваре (1982),
- санаторий «Русь» в Рузском районе Подмосковья (1984, с Н. И. Гулевич).

## Награды и премии
- Заслуженный строитель РСФСР (1966)[9]
- Орден Ленина (01.02.1957)[10]
- Орден Трудового Красного Знамени (13.07.1940) — за успешную работу по осуществлению Генерального плана реконструкции Москвы[11]
- Сталинская премия третьей степени (1950) — за архитектуру жилого дома № 4—10 по Садовой-Триумфальной улице в Москве
- Сталинская премия третьей степени (1951) — за разработку и осуществление индустриальных методов строительства многоэтажных жилых домов в Москве
- Премия Совета Министров СССР (1976)[6]